# Bodri
Bodri là một thị xã và là một nagar panchayat của quận Bilaspur thuộc bang Chhattisgarh, Ấn Độ.

## Nhân khẩu
Theo điều tra dân số năm 2001 của Ấn Độ, Bodri có dân số 13.328 người. Phái nam chiếm 51% tổng số dân và phái nữ chiếm 49%. Bodri có tỷ lệ 60% biết đọc biết viết, cao hơn tỷ lệ trung bình toàn quốc là 59,5%: tỷ lệ cho phái nam là 70%, và tỷ lệ cho phái nữ là 50%. Tại Bodri, 17% dân số nhỏ hơn 6 tuổi.